# Benjámin Ferenc
Benjámin Ferenc (Debrecen, 1888. március 7. – London, 1968. november 8.) magyar költő, író, publicista. Unokatestvére Benjámin László költő, szerkesztő, országgyűlési képviselő volt.

## Élete
Benjámin Lázár (1838–1909) magánzó és Klein Hermina (1849–1927) gyermekeként született. Középiskoláit Pozsonyban végezte. Budapesten A Nap, a Népszava, a Budapesti Hírlap és más napilapok munkatársa volt. A szociáldemokrata párt költőinek köréhez tartozott. 1907-ben jelent meg első verseskötete Egy dalt, egy újat címmel. A forradalmak alatt a Világszabadság hasábjain jelentek meg versei és publicisztikai írásai. A Tanácsköztársaság bukása után visszatért Pozsonyba, ahol a Világszabadság című földmunkáslap szerkesztője lett. Több verse és regénye jelent meg. 1936-ban elhagyta Csehszlovákiát, s először Bécsbe ment, végül Londonban telepedett le. 1948-ig Magyarországon is publikált, főleg szociáldemokrata fórumokon. Műfordítással is foglalkozott, német klasszikusok műveit fordította magyarra. Verseiben lázadó hangon írt a társadalom igazságtalanságairól.

## Főbb művei
- Bilincsben (versek, Budapest, 1919)
- Örökzöld (versek, Bécs, 1922)
- A pont (Ben Szodoma mágnese, regény, Pozsony, 1926)
- Virinatus (A jövő csodálatos embere, regény, Ungvár, 1930)
- Ultimatum (versek, Pozsony, 1936)
- Harc a kozmosszal (1961, London)